# 제7회 대종상
제7회 대종상의 시상식에 관한 내용이다.

## 수상 및 후보

### 최우수작품상
- 대원군

### 감독상
- 대원군 - 신상옥 수상

### 시나리오상
- 장군의 수염 - 김승옥 수상

### 남우주연상
- 이상의 날개 - 강신성일 수상

### 여우주연상
- 카인의 후예 - 문희 수상

### 남우조연상
- 카인의 후예 - 박노식 수상

### 여우조연상
- 엄마의 일기 - 황정순 수상

### 촬영상
- 창공에 산다 - 이석기 수상

### 편집상
- 이강원 수상

### 조명상
- 이상의 날개 - 고해진 수상

### 음악상
- 소라의 꿈 - 황문평 수상

### 미술상
- 대원군 - 정우택 수상

### 특별장려상
- 화산댁 - 연방영화 수상

### 문화영화작품상
- 세기상사 수상

### 녹음상
- 대원군 - 유창국 수상

### 신인상
- 정진철 수상

### 제작상
- 장군의 수염 - 태창흥업 수상

### 우수반공영화상
- 카인의 후예

### 반공영화각본상
- 김동현 수상